# هانس-رودلف ميرز
هانس-رودلف ميرز هو اقتصادي وسياسي سويسري، ولد في 10 نوفمبر 1942 في هيراسايو في سويسرا. نشط حزبياً في الحزب الليبرالي الراديكالي والحزب الديمقراطي الحر.

## مناصب
- انتخب Vice president of the Swiss Confederation  [لغات أخرى]‏ (2009 – 31 ديسمبر 2009).
- انتخب رئيس الاتحاد السويسري (2009 – 31 ديسمبر 2009).
- انتخب عضو مجلس الولايات السويسري ‏ (22 سبتمبر 1997 – 9 ديسمبر 2003).
- انتخب عضو المجلس الفيدرالي السويسري ‏ (2004 – 1 نوفمبر 2010).

## وصلات خارجية
- هانس-رودلف ميرز على موقع مونزينجر (الألمانية)